# Åre kabinbana
Åre kabinbana er en kabinebane i Åre, der indviedes i 1976, og som er den eneste af slagsen i Norden. Kabinebanen består af to 16 kvadratmeter store kabiner med plads til 80 personer hver, som kører i pendultrafik, dvs. når den ene er oppe er den anden nede og de mødes på halvvejen. Dalstationen ligger ikke langt fra bytorvet i Åre i 421 m.o.h. Bjergstationen ligger i 1.274 m.o.h. på Åreskutan. I selve bjergstationen ligger Sveriges højstbeliggende restaurant, Stormköket.

## Historie
Kabinebanen havde sin begyndelse i 1972 med det statslige såkaldte Åreprojektet. Regeringen havde målsætningen at skabe et skiområde i Årefjällen, hvor selv almindelige mennesker havde råd og mulighed for at stå på ski. En del af projektet bestod i at opføre en kabinebane på Åreskutan.
Kabinebanen påbegyndtes i februar 1975 af det svejtsiske byggefirma Habegger. Man ønskede at begynde byggeriet midt om vinteren for at man kunne udnytte snedækket til transport. Kabinebanen stod færdig i 1976.

## Links
- Svævebanen på 'Lift-World'